# Teste de Fabere
Teste de Fabere, em inglês “FABER” (flexion, abduction, external rotation) ou teste de Patrick é um teste especial realizado em um exame físico para avaliar as articulação sacroilíaca e do quadril de pacientes que possuem dor lombar.
No teste, é realizado a manobra de Flexão, Abdução e Rotação Externa (FABERE) do membro inferior. O teste permite ao avaliador realizar um estresse articular na região sacroilíaca, visando reproduzir a dor referida pelo paciente.

## Técnica
Com o paciente em decúbito dorsal (posição supina), o joelho do lado testado é flexionado noventa graus e o pé é apoiado sobre o joelho da perna oposta. Segurando a pelve firmemente contra a mesa de exame, o joelho testado é empurrado em direção à mesa, realizando, portanto, rotação externa e abdução da coxa na articulação do quadril.
Se houver dor, o teste é considerado positivo. A interpretação depende da localização da dor: caso a dor seja em localização posterior, uma sacroileíte é mais provável; se a dor for anterior no lado testado, provavelmente trata-se de lesão da articulação do quadril.
O teste geralmente é executado em conjunto com o teste de Gaenslen.
A especificidade deste teste é de 100%, e a sensibilidade de 71%.